# فرودگاه شهری ویلوبی لاست نیشن
فرودگاه شهری ویلوبی لاست نیشن  (به انگلیسی: Willoughby Lost Nation Municipal Airport)  یک فرودگاه همگانی باربری با کد یاتا LNN است که یک باند فرود آسفالت دارد و طول باند آن ۱۵۳۳ متر است. این فرودگاه در  کشور ایالات متحده آمریکا قرار دارد و در ارتفاع ۱۹۱ متری از سطح دریا واقع شده است.